# Clausena brevistyla
Clausena brevistyla är en vinruteväxtart som beskrevs av Oliver. Clausena brevistyla ingår i släktet Clausena och familjen vinruteväxter.

## Underarter
Arten delas in i följande underarter:
- C. b. halmaheirae
- C. b. papuana